# Jubileumsmedaille van de Ere-Kolonel
De Jubileumsmedaille van de Ere-Kolonel (Duits: Inhaber-Jubiläums-Medaille) was een Oostenrijks-Hongaarse onderscheiding. In 1898 vierde Frans Jozef I van Oostenrijk zijn vijftigjarig jubileum als keizer en koning. Hij was in dat jaar ook vijftig jaar "Inhaber", vaak vertaald met erekolonel van zeven regimenten in Oostenrijk-Hongarije maar ook van elf regimenten van andere Europese monarchieën.
De onderscheiding werd op 30 november 1898 in een "Allerhöchstes Befehlschreiben" ingesteld. Het gaat in het besluit om zes Jubileummedailles die aan het vaandel, aan een trompet of aan een lint op de linkerborst werden gedragen. De vaandeldecoratie van het k. und k. Korpsartillerie-Regiment Nr. 8 volgde pas op 18 februari 1904. Van dat regiment was Frans Jozef namelijk pas in 1854 Inhaber geworden.
Er werden in 1898, 1899 en 1901 behalve deze grote ovale medailles voor de te decoreren militairen in drie buitenlandse regimenten ook kleinere en draagbare ronde gouden, zilveren en bronzen medailles geslagen. Deze werden alleen aan de officieren en manschappen van enige niet-Oostenrijkse regimenten verleend. De Oostenrijks-Hongaarse militairen kwamen namelijk al in aanmerking voor de Oostenrijks-Hongaarse Jubileum-Herinneringsmedaille 1898 aan het rode militaire lint.

## De erekolonel of "Inhaber"
Frans Jozef I was afhankelijk van het land en zijn tradities "chef", "einhaber" of "erekolonel" van een regiment in een van de Europese staten..

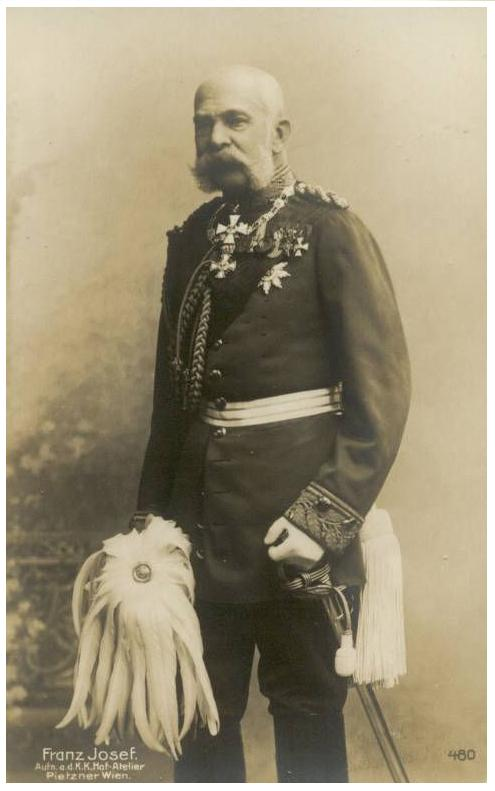
De Oostenrijkse Keizer in het uniform van zijn Pruisisch Garde-Grenadiers-Regiment Nr.2. Hij draagt zijn Pruisische onderscheidingen.

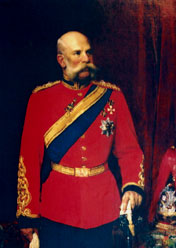
De keizer in het rode uniform van zijn Britse dragonders. Hij draagt het blauwe lint van de
Orde van de Kousenband.

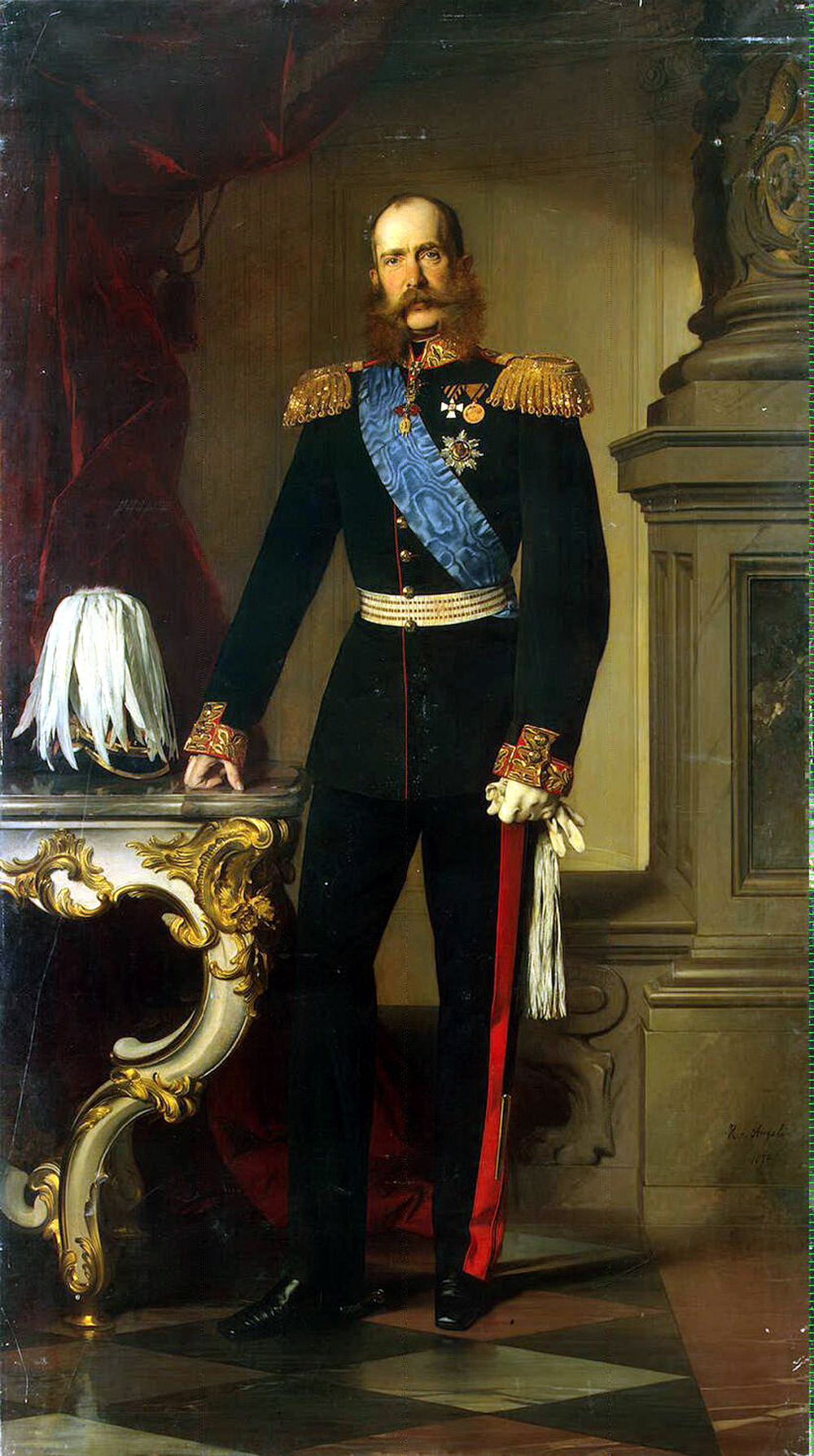
Portret als Russisch kolonel

De Oostenrijkse keizer was Einhaber van zeven Oostenrijkse regimenten.
- Het k. und k. Infanterie Regiment Nr. 8
- Het k. und k. Dragoner Regiment Kaiser Franz
- Het k. und k. Dragoner Regiment Nr. 11
- Het k. und k. Ulanen Regiment Nr. 4 und 6.
- Het k. und k. Husaren Regiment Nr. 1
- Het k. und k. Tiroler Jäger Regiment Nr. 1-4
- Het k. und k. Corpsartillerieregiment Nr. 8

Buiten de Dubbelmonarchie was hij Inhaber van meerdere regimenten.
- Het Koninklijk Beierse XIIIe Regiment Infanterie "Kaiser Franz Joseph von Österreich", gelegerd in Ingolstadt.
- Het Pruisische Huzarenregiment No. XVI "Kaiser Franz Joseph von Österreich, König von Ungarn", gelegerd in Schleswich.
- Het Koninklijk Pruisische Garde-Grenadiers-Regiment Nr.2 "Kaiser Franz"waar 300 bronzen medailles werden uitgereikt[2]. , gelegerd in Berlijn.
- Het Keizerlijk Russisch Bjelgorod Ulanen Regiment Nr. 12"Sr. Majestät des Kaisers von Österreich und Königs von Ungarn Franz Joseph I", gelegerd in Proskurov.
- Het Koninklijk Württembergse 4e Fuseliersregiment No. 122, gelegerd in Heilbron.
- Het Koninklijk Saksische Eerste Regiment ulanen No. 17 "Kaiser Franz Joseph von Österreich, König von Ungarn", gelegerd in Oschatz
- Het Koninklijk Britse 1e Dragonderregiment, het 5e Regiment van de Britse Dragoon Guards "Dragonders van de Koning"[3], gelegerd in Ambala
- Het Keizerlijk-Russisch Kexholm'sche Lijfgardistenregiment "Kaiser Franz von Österreich", gelegerd in Warschau.
- Het Koninklijk Spaanse Infanterie Regiment "Leon" Nr. 38, gelegerd in Madrid.
- Een Zweeds Regiment
- Het Koninklijk Portugees 5e Infanterie Regiment "Kaiser Franz Joseph", gelegerd in Lissabon.
- Een Roemeens Regiment

Al deze regimenten mochten rekenen op warme belangstelling van de Erekolonel. Dat kwam tot uitdrukking in felicitaties en cadeaus bij promoties, huwelijken en jubilea. Ook gezinsuitbreidingen, van de officieren welteverstaan, werden aan de "chef" gemeld. Ook daarop werd met felicitaties en cadeaus gereageerd. Vaak werden de officieren in de regimenten ook onderscheiden met de ridderorden en andere decoraties van hun erekolonel. Uiteraard werden aan de elf Russische, Roemeense, Portugese en Britse regimenten van Frans Jozef, bijvoorbeeld het 5e Regiment van de Britse Dragoon Guards, tijdens de Eerste Wereldoorlog geen onderscheidingen toegekend. Deze regimenten vochten namelijk tegen Oostenrijk en zijn bondgenoten. Zijn Zweedse regiment was tijdens de Eerste Wereldoorlog neutraal.
De Britse dragonders houden hun vroegere erekolonel nog steeds in ere met de tijdens parades gespeelde Oostenrijkse marsen en dragen zijn wapen op uniformen en ceremoniële voorwerpen.

## Vaandeldecoraties in Oostenrijk-Hongarije
De aan de Oostenrijks-Hongaarse regimenten als vaandeldecoratie uitgereikte medailles waren ovaal van vorm. Ze werden bij de infanterie- en artillerieregimenten aan een 10 centimeter brede en vijftig centimeter lange geborduurde cravatte in de purperrode kleur van het lint van de Frans Jozef-orde bevestigd. De vier cavalerieregimenten droegen hun Jubileummedaille aan een iets korter lint aan een trompet. Op het lint is het keizerlijk wapen geborduurd en daaronder een met een met parels versierde kroon en een gouden schild met het keizerlijk monogram "FJI". Daaronder is het lint nog met twee eikentakken versierd.
De massief gouden medailles waren 108 millimeter hoog en 85 millimeter breed. Ze wegen 700 gram wat indertijd overeenkwam met 200 Dukaten. De waarde in oktober 2011 zou bijna 30 000 Euro zijn geweest.
Om de kostbare gouden medaille te sparen werden ook bronzen medailles voor "dagelijks gebruik" aangemaakt.
De door de medailleur Peter Breithut vervaardigde medailles droegen op de voorzijde het rechtsgerichte portret van de stichter in kolonelsuniform met het Gulden Vlies zichtbaar onder zijn openstaande mantel. Daarnaast staan een klein wapenschild en de telst "FRANZ JOSEPH I". Op de keerzijde staat binnen een ovale krans van eikenblad en lauweren de tekst "DER INHABER SEINEM INFANTERIE REGIMENT NR. 1 1848 - 1898". Uiteraard kreeg elk regiment een passende maar korte vermelding.
Het Hongaars sprekende Huzaren Regiment „Kaiser“ Nr. 1 ,na 1769 het Cavalerieregiment Nr. 2 kreeg in een "Allerhöchstem Befehlsschreiben" van 30 november 1898 een gouden medaille toegewezen. Frans Jozef was als jongen van 16 zelf officier in dit regiment geweest en hij was sinds 1848 "Inhaber" of Erekolonel van het traditierijke regiment.
De medaille moest zoals bij de cavaleristen was voorgeschreven ook hier niet aan het vaandel maar aan een rijk versierde zilveren eretrompet worden bevestigd. Deze trompet was met vergulde reliëfs en een geborduurde goudkleurige bevestiging van kostbare stof versierd.
Op de voorzijde van de medaille stond het portret van Frans Jozef I van Oostenrijk met het rondschrift "Franz Joseph I.“ Op de keerzijde stond „DER INHABER SEINEM HUSAREN REGIMENTE Nr.1, 1848 BIS 1898“. Ook de indertijd nog bereden Britse dragonders ontvingen een prachtige trompet.

## Draagbare medailles
Niet iedere regering laat toe dat een vreemde vorst zijn militairen decoreert. Met name in het Verenigd Koninkrijk is men daarin zeer terughoudend. In 1898 en de daaropvolgende jaren werd het Keizer Frans Jozef toegestaan om de officieren en manschappen van drie van "zijn" vreemde regimenten te onderscheiden. Alleen de Pruisische, Beierse en Russische regeringen stonden toe dat hun militairen werden gedecoreerd.

## De draagbare medailles voor het Keizerlijk-Russisch Kexholm'sche Lijfgardistenregiment
Deze ronde medaille werd op 28 december 1898 ingesteld. Het "Keizerlijk-Russisch Kexholm'sche Lijfgardistenregiment "Kaiser Franz von Österreich" kreeg een grote en kostbare gouden medaille als vaandeldecoratie. De medaille was door Josef Tautenhayn ontworpen en toonde de keizerlijke Inhaber in zijn Russische kolonelsuniform. Het rondschrift was voor deze gelegenheid in het Cyrillisch schrift vervat. Ook de opdracht op de keerzijde was in het Russisch. De cravatte waarmee de 700 gram zware medaille met een doorsnede van 920 millimeter aan het lint werd bevestigd was zwart met een dubbele gele bies bestaande uit een brede en een heel smalle goudgele streep. Het lint was verder op dezelfde wijze met gouden borduurwerk versierd als de Oostenrijkse cravattes.
Voor de officieren en de leden van de staf was er een zilveren medaille met een diameter van 34 millimeter die aan een naar Russische trant vijfhoekig gevouwen lint op de linkerborst werd gedragen. De medaille en het lint zijn verder gelijk aan de vaandeldecoratie. De Oostenrijkse keizerlijke Inhaber decoreerde drie inmiddels tot generaal bevorderde kolonels, 79 officieren, 7 artsen, de aan het regiment verbonden priester en de kapelmeester.
Voor de onderofficieren werden dertig gelijkvormige bronzen medailles ter beschikking gesteld. Uit de onderofficieren werd uit elk van de 20 compagnies één sergeant gekozen. De 10 onderofficieren die aan de staf van het regiment waren verbonden kregen allen een bronzen medaille.
Er werden vanuit Wenen enige verguld zilveren vaandeldecoraties voor alledaags gebruik, 100 zilveren en 40 bronzen medailles ter beschikking gesteld.

## De draagbare medailles voor het Koninklijk Pruisische Garde-Grenadiers-Regiment Nr.2

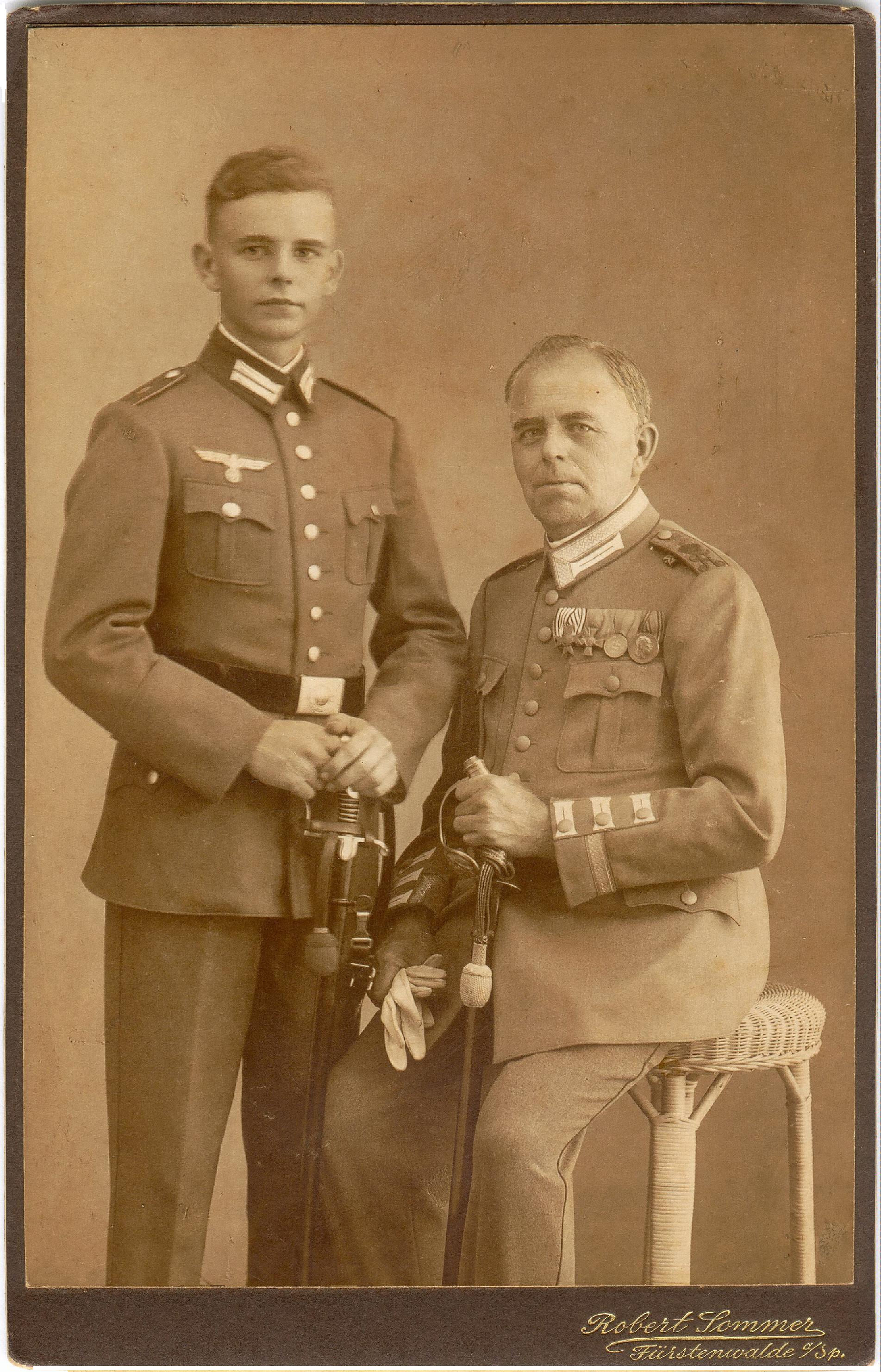
De oudere zittende onderofficier draagt de Jubileummedaille in Brons en een gekroonde "K" op de epauletten

Deze ronde medaille werd op 11 januari 1899 ingesteld. Het Königlich-Preussische "Kaiser Franz Garde-Grenadier Regiment Nr.2" kreeg een grote en kostbare gouden medaille als vaandeldecoratie. De medaille was door Josef Tautenhayn ontworpen en toonde de Keizerlijke Inhaber in zijn Pruisische kolonelsuniform met behalve zijn eigen Gulden Vlies drie Pruisische ridderorden. Het rondschrift was deze keer "FRANZ JOSEPH I.KAISER VON ÖSTERREICH.KG.V.BOEH.ETC.U.AP.KG.V.UNG.". De cravatte waarmee de 700 gram zware medaille met een doorsnede van 920 millimeter aan het lint werd bevestigd was zwart met een dubbele gele bies bestaande uit een brede en een heel smalle goudgele streep. Het lint was verder op dezelfde wijze met gouden borduurwerk versierd als de Oostenrijkse cravattes.
Voor de officieren en de leden van de staf was er een zilveren medaille met een diameter van 34 millimeter die aan een naar Pruisische trant gevouwen lint op de linkerborst werd gedragen. De medaille en het lint zijn verder gelijk aan de vaandeldecoratie. De Oostenrijkse Keizerlijke Inhaber decoreerde drie inmiddels tot Generaal bevorderde kolonels die "à la suite" nog tot het regiment behoorden, 70 officieren, 4 gepensioneerde kolonels, 4 artsen en drie betaalmeesters. Later volgden nog zilveren medailles voor de voorzitter van de veteranenvereniging, de voormalige regimentsartsen en de voormalige betaalmeesters.
Voor de onderofficieren werden 28 gelijkvormige bronzen medailles ter beschikking gesteld. De kapelmeester, 13 sergeanten, de regimentsadministrateur of "Schreiber",4 portepée-vaandrigs, 4 vaandeldragers en 5 van de veteranen, de zogenaamde "Alten Franzer" kregen allen een bronzen medaille.
Er werden vanuit Wenen enige verguld zilveren vaandeldecoraties voor alledaags gebruik, 100 zilveren en 40 bronzen medailles ter beschikking gesteld.
Het regiment droeg het gekroonde monogram "FJ" op de schouderstukken. In 1916 werd Oostenrijks nieuwe keizer Karel I van Oostenrijk de Inhaber van wat nu het Königlich-Preussische "Kaiser Karl Garde-Grenadier Regiment Nr.2" ging heten. Op de schouderstukken werd nu een "K" aangebracht.

## De draagbare medailles voor het Koninklijk Beierse XIIIe Regiment Infanterie
Deze ronde medaille werd op 15 mei 1901 ingesteld. Het Königlich-Bayerische 13. Infanterie-Regiment "Kaiser Franz Joseph von Österreich" kreeg een grote en kostbare gouden medaille als vaandeldecoratie. De medaille was door Peter Breithut ontworpen en toonde de keizerlijke Inhaber in zijn Beierse kolonelsuniform. Het rondschrift was ook hier "FRANZ JOSEPH I.KAISER VON ÖSTERREICH.KG.V.BOEH.ETC.U.AP.KG.V.UNG.". De |cravatte waarmee de 700 gram zware medaille met een doorsnede van 920 millimeter aan het lint werd bevestigd was zwart met een dubbele gele bies bestaande uit een brede en een heel smalle goudgele streep. Het lint was verder op dezelfde wijze met gouden borduurwerk versierd als de Oostenrijkse cravattes.
Voor de officieren en de leden van de staf was er een zilveren medaille met een diameter van 34 millimeter die aan een naar Pruisische trant gevouwen lint op de linkerborst werd gedragen. De medaille en het lint zijn verder gelijk aan de vaandeldecoratie. De Oostenrijkse Keizerlijke Inhaber decoreerde 64 Beierse militairen. Zes inmiddels gepensioneerde of bevorderde kolonels die "à la suite" nog tot het regiment behoorden, 5 voormalige commandanten, 64 officieren, artsen en betaalmeesters. Later volgden nog twee zilveren medailles voor bestuursleden van de veteranenvereniging.
Voor de onderofficieren werden 30 gelijkvormige bronzen medailles ter beschikking gesteld. Ze kwamen in handen van de kapelmeester, 13 sergeanten, de regimentsadministrateur of "Schreiber", 4 portepée-vaandrigs en 3 vaandeldragers. Later volgden nog twee zilveren medailles voor bestuursleden van de veteranenvereniging.
Het regiment droeg het gekroonde monogram "FJ" op de schouderstukken. In 1916 werd Oostenrijks nieuwe keizer Karel I van Oostenrijk de Inhaber van wat nu het "Königlich-Bayerische 13. Infanterie-Regiment nr.2" ging heten. Op de schouderstukken werd nu een "K" aangebracht.
De Wittelsbachers en de Habsburgers werden door innige familiebanden verbonden. De landen waren in de Napoleontische periode enige tijd vijanden maar in de Duitse Oorlog van 1866 waren het bondgenoten.